# Верещак, Юрий Игоревич
Юрий Игоревич Верещак (укр. Юрій Ігорович Верещак; род. 4 апреля 1994, Львов) — украинский футболист, нападающий.

## Биография
Футболом начал заниматься в школе футбольного клуба «Карпаты» (Львов). В 2012—2014 годах выступал за дубль «Карпат», сыграл 32 матча и забил 2 гола, также играл за резервный состав команды в любительском первенстве.
В 2014 году вместе с Юрием Фляком перешёл в эстонский «Сантос», стал лучшим бомбардиром третьего дивизиона Эстонии с 43 забитыми голами, а его команда заняла второе место в турнире и поднялась дивизионом выше. Вместе с командой стал финалистом Кубка Эстонии 2013/14, в том числе выходил на поле в финальном матче.
С 2015 года вместе с Фляком выступал за литовский «Утенис». Дебютный матч в чемпионате Литвы сыграл 2 марта 2015 года против «Жальгириса», выйдя на замену на 75-й минуте вместо Дарюса Казубовичюса. После двух лет выступлений за «Утенис» футболист перешёл в другой клуб литовского высшего дивизиона — «Атлантас», где главным тренером являлся российский специалист Константин Сарсания.